# Catherine, Vương phi xứ Wales

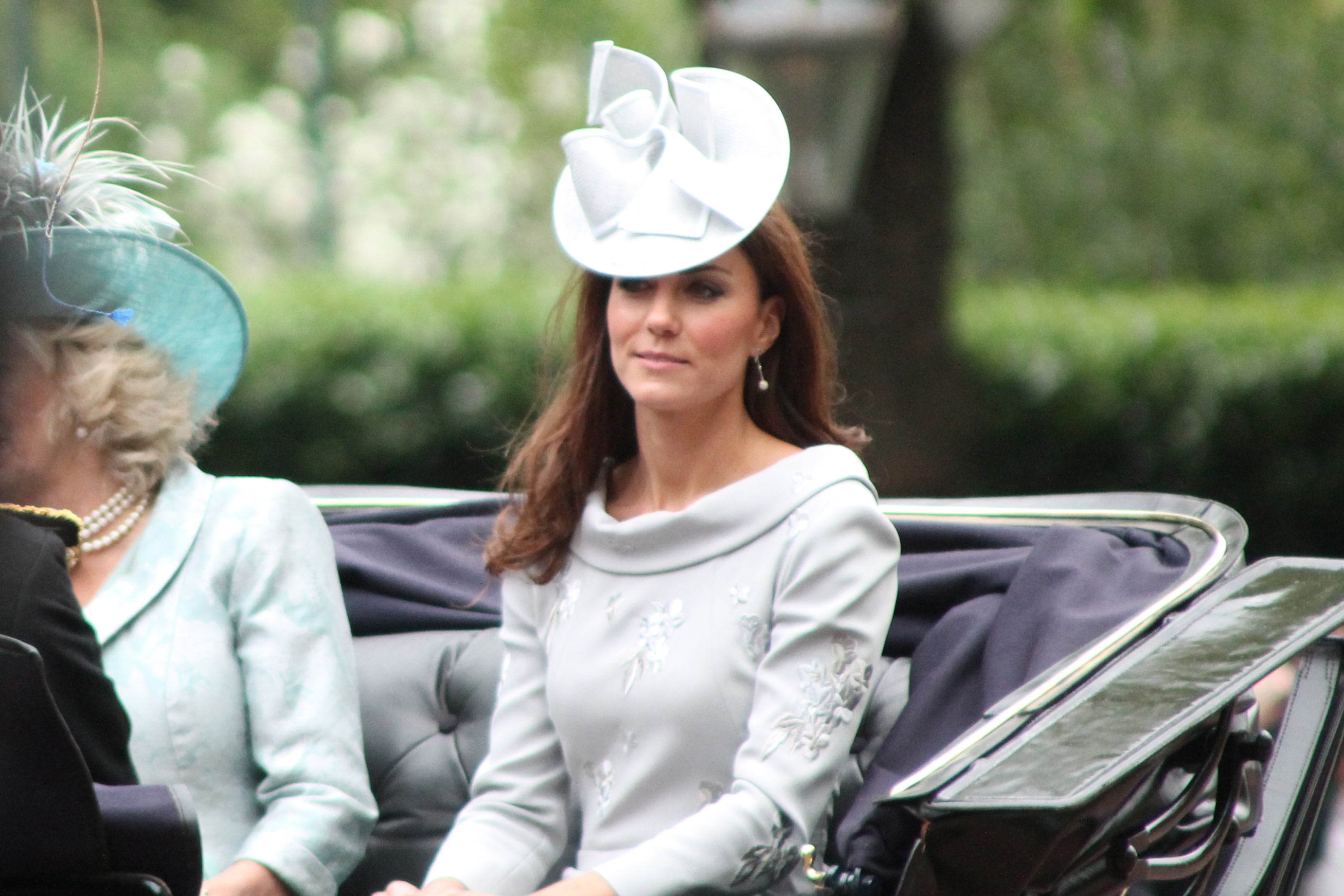
Công tước phu nhân xứ Cambridge tham dự lễ Trooping The Colour năm 2012

Catherine, Vương phi xứ Wales (Catherine Elizabeth Middleton; sinh vào ngày 9 tháng 1 năm 1982), biệt danh là Kate và thường được báo chí Việt Nam gọi là Công nương Kate, là vợ của William, Thân vương xứ Wales, con trai trưởng của Charles III, Quốc vương Vương quốc Anh và Diana, cố Vương phi xứ Wales. Cô chính thức trở thành Công tước phu nhân xứ Cambridge sau khi kết hôn với William vào ngày 29 tháng 4 năm 2011.
Catherine lớn lên ở Chapel Row, một ngôi làng gần Newbury, Berkshire, Anh. Cô học Lịch sử Nghệ thuật ở Scotland tại Đại học St. Andrews, nơi cô đã gặp Vương tử William vào năm 2001. Hai người công bố đính hôn vào ngày 16 tháng 11 năm 2010, và cô đã tham dự rất nhiều sự kiện của Vương thất trước khi họ lấy nhau vào ngày 29 tháng 4 năm 2011 tại Tu viện Westminster. Catherine đã có tác động lớn vào thời trang Anh và đã được gọi là "hiệu ứng Kate Middleton", và vào năm 2012, cô được chọn là một trong số 100 người có ảnh hưởng nhất thế giới theo thời gian. Cô và Vương tử William đã cùng nhau có ba người con, Vương tôn George, Vương tôn nữ Charlotte, và Vương tôn Louis lần lượt xếp thứ hai, thứ ba và thứ tư trong thứ tự kế vị ngôi vua của Vương quốc Liên hiệp Anh và Bắc Ireland và Khối thịnh vượng chung.

## Tiểu sử

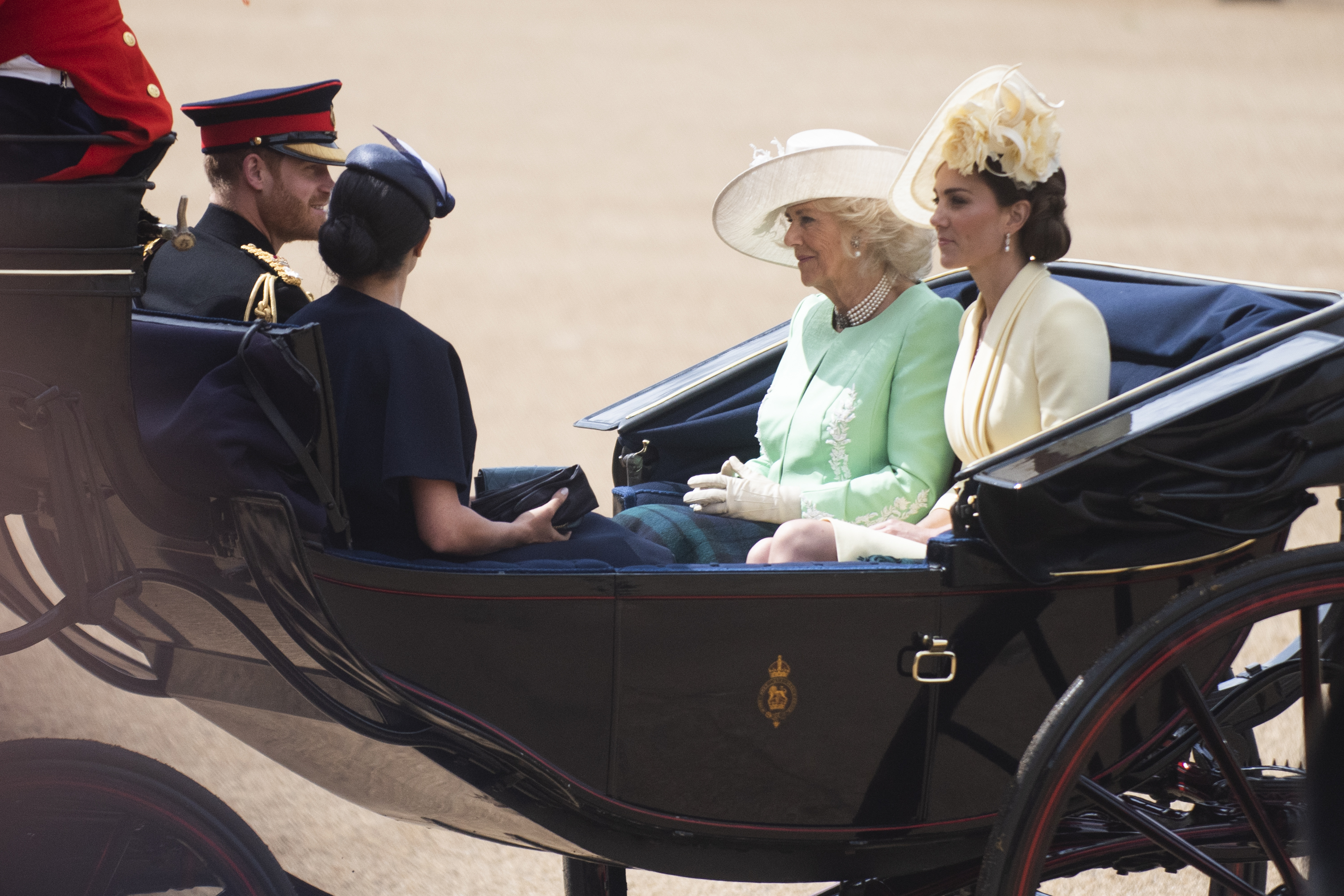
Bà Công tước xứ Cambridge (áo vàng) ngồi xe ngựa dự lễ diễu hành Trooping The Colour năm 2019

Catherine Elizabeth Middleton sinh ra tại bệnh viện Royal Berkshire Hospital ở Reading, Berkshire trong một gia đình thuộc tầng lớp trung lưu và được đặt tên thánh tại nhà thờ St Andrew ở Bradfield, Berkshire vào ngày 20 tháng 6 năm 1982. Cô là con cả trong số ba người con của ông Michael và bà Carole Middleton là những cựu tiếp viên hàng không và điều phối chuyến bay, tiếp đó vào năm 1987 thành lập công ty tư nhân Party Pieces kinh doanh các mặt hàng phục vụ tiệc và đồ trang trí với giá trị ước tính khoảng £30 triệu bảng Anh. Cô có một em gái Philippa Charlotte "Pippa" Middleton và em trai James William Middleton.
Cha cô, ông Michael Middleton từng làm việc cho hãng hàng không British Airways (BA) tại Amman, Jordan từ tháng 5 năm 1984 đến tháng 9 năm 1986. Tại Jordan, Catherine Middleton theo học một trường mẫu giáo của Anh trước khi quay trở về quê nhà ở Berkshire. Năm lên 4, Kate theo gia đình từ Amman về nước năm 1986 rồi vào học tại trường tư St Andrew's School, Pangbourne gần ngôi làng Pangbourne ở Berkshire. Cô tiếp tục học nội trú tại St Andrew's theo tuần vào những năm về sau. Cô còn học ở trường nội trú Downe House School một thời gian ngắn.
Kate cũng từng học nội trú tại trường tư Marlborough College ở Wiltshire và tốt nghiệp Đại học St Andrews ở Fife, Scotland năm 2005 với bằng thạc sĩ ngành Thạc sĩ ngành khoa học xã hội về lịch sử nghệ thuật.
Tháng 11 năm 2006, Kate được nhận vào làm bán thời gian ở vị trí một người đảm nhận việc mua vào các loại phụ kiện tại chuỗi cửa bán lẻ quần áo Jigsaw cho đến tháng 11 năm 2007. Cô vào làm công việc thiết kế và sản xuất catalog, marketing, nhiếp ảnh tại Party Pieces, công ty của gia đình cho đến tháng 1 năm 2011. Trước khi kết hôn, Middleton sống trong một căn hộ thuộc sở hữu của cha mẹ ở Chelsea, London, được ước tính trị giá 1 - 1,4 triệu bảng. Năm 2018, tổng giá trị tài sản ròng của Catherine ước tính khoảng 5 - 7,3 triệu bảng, phần lớn là từ công ty của cha mẹ cô.

## Mối quan hệ với Vương tử William
Năm 2001, Middleton gặp Vương tử William khi cả hai còn là sinh viên tại Đại học St Andrew. Cô đã lọt vào mắt xanh của William tại một buổi trình diễn thời trang từ thiện tại trường vào năm 2002 khi xuất hiện trên sân khấu trong một chiếc đầm ren trong suốt. Cặp đôi bắt đầu hẹn hò vào năm 2003, mặc dù mối quan hệ của họ vẫn chưa được xác nhận. Đến năm hai, Middleton chia sẻ căn hộ với William và hai người bạn khác. Vào ngày 17 tháng 10 năm 2005, Middleton nhờ luật sư khiếu nại sự quấy rối đến từ giới truyền thông, nói rõ rằng cô chưa làm điều gì trọng đại đến nỗi cần sự chú ý từ công chúng.
Middleton đã theo dõi cuộc duyệt binh của Vương tôn William tại Học viện Quân sự Vương thất Sandhurst vào ngày 15 tháng 12 năm 2006. Sự chú ý của giới truyền thông tăng lên vào khoảng thời gian sinh nhật lần thứ 25 của cô vào tháng 1 năm 2007, khiến cho Charles III, Vương tử William và luật sư của Middleton phải đưa ra cảnh báo sẽ có hành động pháp lý. Hai hãng báo News International, nhà xuất bản The Times và The Sun; và Guardian Media, nhà xuất bản của The Guardian, đã quyết định từ chối đăng báo những bức ảnh chụp Middleton của các paparazzi.

## Phong cách và hình ảnh trước công chúng
Catherine trở nên nổi bật với phong cách thời trang của cô và đã lọt vào nhiều danh sách "ăn mặc đẹp nhất".. Cô được bình chọn bởi The Daily Telegraph là "Gương mặt triển vọng nhất".. Cô được chọn là ăn mặc đẹp nhất năm 2007 và 2010 của tạp chí People.

## Tước hiệu
- 9 tháng 1 năm 1982 - 29 tháng 4 năm 2011: Miss Catherine Middleton
- 29 tháng 4 năm 2011 - 8 tháng 9 năm 2022: Her Royal Highness The Duchess of Cambridge (Công tước phu nhân xứ Cambridge Điện hạ)
  - ở Scotland: Bá tước phu nhân của Strathearn Điện hạ
- 8 tháng 9 năm 2022 - nay: Her Royal Highness The Duchess of Cornwall and Cambridge (Công tước phu nhân xứ Cornwall và Cambridge Điện hạ)
- 9 tháng 9 năm 2022 - nay: Her Royal Highness The Princess of Wales (Vương phi xứ Wales Điện hạ)[a]
  - ở Scotland: Công tước phu nhân xứ Rothesay Điện hạ